# Гольдштейн, Роберт Вениаминович
Ро́берт Вениами́нович Гольдште́йн (7 мая 1940 — 24 сентября 2017) — советский и российский механик, специалист в области наномеханики и прочности материалов, член-корреспондент РАН (2008).

## Биография
Родился 7 мая 1940 года в Москве.
В 1957 году окончил среднюю школу с серебряной медалью.
В 1962 году с отличием окончил механико-математический факультет МГУ по отделению механики, с 3-го курса получал стипендию имени Н. Е. Жуковского.
После окончания в 1965 году очной аспирантуры Института механики АН СССР и защиты кандидатской диссертации (тема: «Поверхностные волны и резонансные явления в упругих телах») работал во вновь образованном Институте проблем механики АН СССР (сейчас — Институт проблем механики имени А. Ю. Ишлинского РАН), где с 1989 года до конца жизни был заведующим лабораторией механики прочности и разрушения материалов и конструкций.
В 1983 году защитил докторскую диссертацию, тема: «Исследования по механике разрушения крупногабаритных конструкций».
С 1983 года профессор кафедры физики и теоретической механики МАТИ (по совместительству).
В 1989 году — присвоено учёное звание профессора.
В 2008 году — избран членом-корреспондентом РАН.
Умер 24 сентября 2017 года. Похоронен на Пятницком кладбище (участок 7) .

## Научная деятельность
Специалист в области наномеханики и прочности материалов.
Основные направления научной деятельности: механика прочности и разрушения материалов и конструкций (модели и методы моделирования разрушения материалов и конструкций, анализ разрушения сложных технических систем), математическая теории упругости (разработка качественных, асимптотических и численных методов решения пространственных задач о трещинах и концентраторах в деформируемых телах), динамика упругих тел, механика контактного взаимодействия деформируемых твёрдых тел, механика материалов с нано- и микроструктурой, механика прочности и надёжности изделий микро- и наноэлектроники, механика льда и ледяного покрова.
Автор более 300 научных работ (148 в рецензируемых отечественных и зарубежных журналах), монографии (изданная на русском и английском языках), учебника и получил 6 авторских свидетельств и 1 патент на изобретение.
Под его руководством подготовлено 18 кандидатских и пять докторских диссертаций.

### Научно-организационная деятельность
- учёный секретарь Объединённого научного совета РАН по комплексной проблеме «Механика»;
- заместитель Председателя Научного Совета РАН по механике деформируемого твёрдого тела;
- член Межведомственного Научного совета по трибологии;
- член Научного Совета РАН по изучению Арктики и Антарктики;
- член Научно-технического совета ОАО «Газпром»;
- Вице-Президент Международного Конгресса по разрушению (International Congress on Fracture — ICF), с 2005 года;
- член Исполнительного Комитета ICF, с 2001 года;
- член Исполнительного Комитета Европейского общества по целостности инструкций (European Structural Integrity Society), с 1997 года;
- член Национального Комитета по теоретической и прикладной механике, с 1991 года;
- почётный член ICF с 1993 года;
- член Немецкого общества по прикладной математике и механике (GAMM) с 1991 года;
- член Международного общества по взаимодействию механики и математики;
- член редколлегии журналов «Известия РАН. Механика твердого тела», «Успехи механики», «Физическая мезомеханика» и двух международных журналов по механике разрушения (International Journal of Fracture; Fatigue and Fracture of Engineering Materials and Structures);
- учёный секретарь редколлегии серии «Механика и её приложения в технике и технологии», издаваемой ИПМех РАН и издательством «Физматлит».

### Членство в научных организациях
- Почётный член Международного конгресса по разрушению (International Congress on Fracture) (1983)
- Почётный Вице-Президент Международного конгресса по разрушению (International Congress on Fracture) (2010)
- Почётный член Европейского общества по целостности конструкций (The European Structural Integrity Society) (2010)
- Действительный член Российской инженерной академии, 2009 г. (Протокол № 3 Общего собрания РИА от 15 мая 2009 года; Диплом № 2280)
- Действительный член Европейской Академии Наук (European Academy of Sciences), 2009 г. (Сертификат 4054-09), избран «За выдающийся вклад в науку и технику»

## Награды
- Заслуженный деятель науки Российской Федерации (21 мая 2008) — за заслуги в научной деятельности[6]
- Государственная премия Российской Федерации 2000 года в области науки и техники (26 декабря 2000) — за цикл работ по теории больших деформаций, накоплению повреждений и разрушению конструкционных материалов[7]
- Орден Почёта (2 октября 1999) — за многолетнюю добросовестную работу и большой вклад в укрепление дружбы и сотрудничества между народами[8]
- Медаль «В память 850-летия Москвы» (1997)
- Соросовский профессор (1994)
- Медаль «За трудовую доблесть» (1986)[9]